# Emil Bartoschek

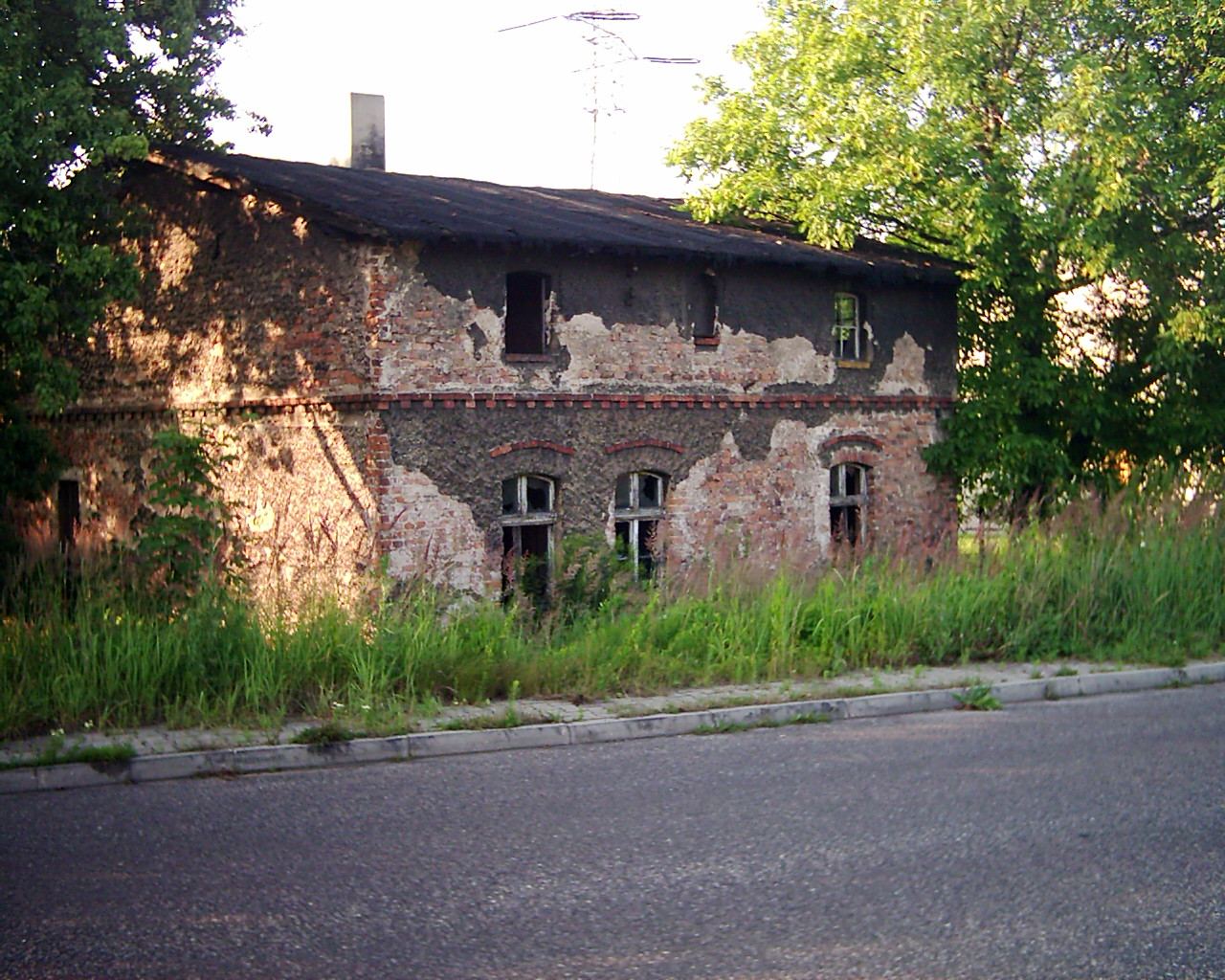
Dom, w którym urodził się Emil Bartoschek przy ul. Młyńskiej w Czuchowie

Emil Bartoschek (ur. 30 lipca 1899 r. w Czuchowie, zm. 26 lutego 1969 r. w Waldbrunn – miejscowości w paśmie górskim Westerwald w Hesji w Niemczech) – niemiecki malarz.

## Życiorys
Był niemieckim malarzem, uczniem Johannesa Ittena na Bauhausie w Weimarze i uczniem mistrzowskim Otta Muellera i Oskara Molla na Państwowej Akademii Sztuk i Rzemiosła Artystycznego we Wrocławiu (Staatliche Akademie für Kunst und Kunstgewerbe).
Emil Bartoschek naukę malarstwa rozpoczął w 1914 roku jako malarz dekorator (Dekorationsmaler) w Czerwionce, gdzie otrzymywał także naukę malarstwa i rysunku przy malarzu akademickim Gotschlichu. Pierwsze jego prace zostały wystawione w 1919 roku na wystawie zbiorowej w Zabrzu. W 1920 roku rozpoczął studium z przedkursem przy Johannesie Ittenie na Bauhausie w Weimarze.
Młodemu artyście zachęty dodawali Paul Klee i Wasilij Kandinskij. Z powodu politycznie niespokojnego położenia w pasie granicznym między Polską a Górnym Śląskiem opuścił Weimar i przeniósł się na studium we Państwowej Akademii Sztuki i Rzemiosła Artystycznego we Wrocławiu (Staatliche Akademie für Kunst und Kunstgewerbe). Został uczniem mistrzowskim Ottona Muellera, członka „Die Brücke” i Oskara Molla. 
Od 1925 roku żył jako swobodnie tworzący malarz we Wrocławiu, miał pojedyncze wystawy, oraz brał udział w wystawach zbiorowych. Właściwie był poza okresem ekspresjonistycznym, ale przylgnięcie do ekspresjonizmu jest dostrzegalne w obrazach z czasów jego wczesnej twórczości. Bartoschek pracował we wspólnej pracowni z Alexandrem Camaro. W 1930 roku poślubił Elsę Lichter.
W 1937 roku przeprowadził się do Berlina, gdzie miał dobrze prosperującą pracownię blisko Tiergarten. Powodzeniem cieszyły się jego obrazy impresjonistyczne i naturalistyczne, przeważnie przedstawiał motywy z brandenburskiego otoczenia. Obrazy znajdowały swoich kupców w galerii Sarcandra i Kallide w pasażu Friedrichstrasse. W 1939 roku nabył grunt w Groß-Schönebeck w Schorfheide, gdzie wybudował domek weekendowy w którym mógł pracować bez przeszkód. W 1942 roku jego berlińska pracownia została zniszczona przez bomby lotnicze, a wraz z nią przepadła olbrzymia część jego twórczości. Po tym wszystkim usunął się do swojego domku w Schorfheide.
W 1945 roku musiał uciekać przed zbliżającą się Armią Czerwoną wraz ze swoimi nielicznymi ocalałymi narzędziami malarskimi do znajomych w Grevenbrück. Jego cała wcześniejsza twórczość złożona w berlińskim schronie została zniszczona podczas działań wojennych. W Grevenbrück jego uczennicą była Hildegarda Grunert urodzona w 1920 r. w Soldin (Myśliborzu), która później została jego drugą żoną.
W 1947 r. został członkiem Künstlervereinigung Hagenring w Hadze, a dwa lata później - w 1949 r. rozwiódł się ze swoją pierwszą żoną. W 1951 roku przeprowadził się do Kolonii wraz z Hildegardą Grunert, która rozpoczęła studium ceramiki i malarstwa artystycznego przy kolońskich szkołach sztuk pięknych. W Kolonii powstały liczne impresjonistyczne, abstrakcjonistyczne, ekspresjonistyczne, jak także surrealistyczne obrazy olejne, rysunki, akwarele, obrazy malowane farbami temperowymi, węglem, kredą, grafitem, które były wystawiane na pojedynczych oraz zbiorowych wystawach. Właściciele kolońskich galerii dobrze sprzedawali jego dzieła, jednak już nie można było mówić o takim powodzeniu jak w Berlinie. Był jednym z malarzy, który mieli zaszczyt ozdobienia swoimi dziełami katedry w Bonn.
Hildegarda Grunert otworzyła pracownię ceramiki. Pobrali się w 1965 roku, po czym opuścili Kolonię by wyprowadzić się do starej chałupy w Waldbrunn w górach Westerwald, gdzie żyli samotnie jako swobodnie tworzący artyści aż do śmierci Emila w lutym 1969 roku.
Krytyk sztuki Horst Richter napisał odnośnie do jego wystawy w Kolonii w „Kölner Kulturspiegel” z dnia 12 kwietnia 1960 roku:
[...] "Bartoschek poznał wartość wyrażania malarskiej abstrakcji w czasie w którym oznaczało to jeszcze ryzyko zupełnego wygnania przedmiotu z obrazu. Jego duchową ojczyzną była w gruncie rzeczy berlińska "Sturm", aczkolwiek ani przy Walden nie był wystawiany, ani też nie należał do tego koła artystycznego. Ślązak bił się jako twórczy pustelnik przez całe życie, także przez artystycznie suche lata III Rzeszy, uprawiał na zewnątrz malarstwo dla chleba („Brotmalerei“), by móc cichaczem wykończać obecnie skazywane na wygnanie abstrakcyjne środki wyrazu". [...]
Jego prace znajdują się w posiadaniu prywatnym, Muzeum Haus Schlesien, Deutsches Kultur- und Bildungszentrum e. V. w Heisterbacherrott.